# Salangapalayam
Salangapalayam è una suddivisione dell'India, classificata come town panchayat, di 14.456 abitanti, situata nel distretto di Erode, nello stato federato del Tamil Nadu. In base al numero di abitanti la città rientra nella classe IV (da 10.000 a 19.999 persone).

## Geografia fisica
La città è situata a 11° 24' 40 N e 77° 33' 47 E.

## Società

### Evoluzione demografica
Al censimento del 2001 la popolazione di Salangapalayam assommava a 14.456 persone, delle quali 7.283 maschi e 7.173 femmine. I bambini di età inferiore o uguale ai sei anni assommavano a 1.278, dei quali 676 maschi e 602 femmine. Infine, coloro che erano in grado di saper almeno leggere e scrivere erano 7.814, dei quali 4.743 maschi e 3.071 femmine.